# تاوزند اوکس
تاوزند اوکس (به انگلیسی: Thousand Oaks) شهری در جنوب غربی شهرستان ونتورا واقع در ایالت کالیفرنیا در ایالات متحده آمریکا است. نام این شهر به خاطر وجود بسیار زیاد درختان بلوط در این منطقه انتخاب شده‌است.

## سرشناسان
برخی از ساکنین فعلی یا سابق و مشهور شهر تاوزند اوکس عبارتند از:
- رابرت آلتمن کارگردان هالیوود
- آماندا باینس بازیگر فیلم این دختر همان مرد است
- بلیندا کارلایل خواننده
- مگان فاکس بازیگر فیلم‌های تغییرشکل‌دهندگان و تغییرشکل‌دهندگان: انتقام شکست‌خوردگان
- سوفیا لورن بازیگر
- دین مارتین خواننده، بازیگر سینما
- کوین میتنیک هکر
- کرت راسل بازیگر
- ویل اسمیت کمدین و بازیگر فیلم‌های مردان سیاه‌پوش و دشمن کشور
- جادا پینکت اسمیت بازیگر و همسر ویل اسمیت
- جیدن اسمیت بازیگر و خواننده، فرزند ویل اسمیت
- ویلو اسمیت خواننده و فرزند ویل اسمیت
- سیلوستر استالونه بازیگر
- هیلی استاینفلد بازیگر
- رابرت واگنر بازیگر